# Hidroseleniuro
El hidroseleniuro es un ion. Su fórmula química es HSe-. Los hidroseleniuros se fabrican normalmente en condiciones neutras o ligeramente básicas. Si es muy básico, se hacen seleniuros. Si es ácido, se produce seleniuro de hidrógeno.